# Physulodes eupithecialis
Physulodes eupithecialis är en fjärilsart som beskrevs av Achille Guenée 1854. Physulodes eupithecialis ingår i släktet Physulodes och familjen nattflyn. Inga underarter finns listade i Catalogue of Life.